# Тільки диво (фільм, 2019)
«Тільки диво» робоча назва «Тільки диво, або До кого приходить Святий Миколай» (англ. Only a Miracle) — український фентезійний фільм режисерки та сценаристки Олени Каретник, сімейна різдвяна казка, події в якій відбуваються в Малий Льодовиковий період. Фільм є дебютною художньою повнометражною стрічкою режисерки Олени Каретник.
Фільм вийшов в обмежений український прокат 19 грудня 2019 року.

## Сюжет
Історія юнака Северина та його сестри Аніки, які задля порятунку хворого батька, долають низку випробувань та потрапляють у вир пригод. Події фільму розгортаються в переддень свята Миколая. Під дією різдвяного дива головні герої не лише долають труднощі, а й знаходять справжнє кохання та будують міцну дружбу.

## У ролях

Перший промо-постер до фільму (2018)

| Актор                 | Роль                                          |
| --------------------- | --------------------------------------------- |
| Георгій Ярмоленко     | Северин (син Ніка та Марії)                   |
| Марія Тараненко       | Аніка (дочка Ніка та Марії)                   |
| Анжеліка Савченко     | Марія (дружина Ніка, мати Аніки та Северина)  |
| Євген Нищук           | Нік (Батько Аніки та Северина, чоловік Марії) |
| Марія Герасименко     | Софія (дочка Бургомістра)                     |
| Сергій Озіряний       | Бургомістр Ніколас Сіті                       |
| В'ячеслав Хостікоєв   | Пітер (син Крисена)                           |
| Софія Саніна          | Ані (подруга Софії)                           |
| Олександр Дірдовський | Капітан летючого корабля                      |
| Петро Миронов         | лікар Туксен                                  |
| Зиновій Симчич        | лікар                                         |

## Виробництво

### Кошторис
Фільм став переможцем 10-го пітчингу Держкіно (це був вже 3-ій раз коли фільм подавався на пітчингах Держкіно, попередні два рази фільм отримав відмову). Під час пітчингу до Держкіно кошторис фільму заявлявся у розмірі ~67,2 мільйона гривень, з них ~70 % або 47 мільйонів гривень мала бути підтримка Держкіно. У кінцевому варіанті кошторис фільму був заявлений у розмірі ~62,0 мільйони гривень, з них ~71 % або 44 мільйони гривень, була підтримка Держкіно.

### Зйомки
Зйомки розпочалися у грудні 2017 року. У Буковелі спеціально для зйомок фільму у грудні побудували локацію «Дім Марії», а  у 2018-му побудували декорації казкового містечка Ніколас Сіті та створили штучну ковзанку. Виробництво фільму завершилося у лютому 2019 року.

### Костюми
Півтисячі казкових костюмів, із них 300 ручної роботи, спеціально для героїв та героїнь фільму створює українська дизайнерка Айна Гассе.

### Спецефекти
Над спецефектами до фільму працювала українсько-американська компанія Gloria FX.

### Музика
Музику до фільму написав український композитор Дмитро Коновалов. Деякі композиції оркестр під керівництвом Миколи Лисенка виконував новорічної ночі на Софійській площі Києва. У проєкті також співає виконавиця Ілларія. У ролі феї Снів вона виконує у фільмі старовинну українську колискову «Ой ходить сон». Упродовж фільму можна почути музику у виконанні гурту Lama та музичної формації B&B Project.

## Реліз

### Кінофестивальний реліз
Кінофестивальна прем'єра стрічки відбулася у листопаді 2019 року на 15-му Міжнародному кінофестивалі фільмів для дітей та юнацтва «Ролан» у Єревані, де фільм отримав спеціальний приз журі.

### Кінопрокатний реліз
Фільм «Тільки диво» початково мав вийти в український кінопрокат взимку 2018 року; тоді прокатником фільму мала стати компанія Богдана Батруха B&H. Пізніше стало відомо що реліз було перенесено на 7 березня 2019 року. Та у січні 2019 року було оголошено, що кінопрокат стрічки було знову перенесено, цього разу на 19 грудня 2019; у презентаціях фільму на кіноринках дистриб'ютором зазначалась компанія UFD. Згодом згадки про те, що прокатом фільму буде займатися UFD, зникли з сайту виробників фільму й реліз 19 грудня 2019 року виробники вирішили робити самокатом, без залучення жодного дистриб'ютора.
Фільм вийшов в обмежений український прокат 19 грудня 2019 року.
Також планується виробництво англомовного дубляжу та продаж стрічки в США, Канаду та європейські країни.

### Реліз на ТБ
Фільм вперше транслювали 7 січня 2020 року на телеканалі ТЕТ, через два з половиною тижні після кінопрокатної прем'єри 19 грудня 2019 року.

## Нагороди
- 15-й Міжнародний кінофестиваль фільмів для дітей та юнацтва «Ролан», Вірменія. Спеціальний приз журі.
- Міжнародний кінофестиваль для дітей та юнацтва “WonderFest”, Румунія, 2020. Переможець у номінації “Краще візуальне рішення та операторська робота”.[17]
- Кінофестиваль гірського кіно Carpathian Mountain International Film (Україна. Ужгород), нагорода "За віру в добро і справедливість, найкращий ігровий повнометражний фільм".[18]